# Tundra

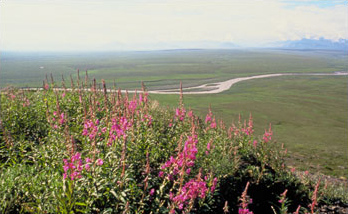
Tundra na Aljašce v létě

Tundra je biom subpolární a polární oblasti, který lze nalézt mezi tajgou a trvale zaledněnými polárními končinami.
Za tundru lze považovat bezlesé oblasti, které charakterizují tyto faktory: minimální růst rostlin, nízké teplotní stupně, mělké půdy, které jsou chudé na živiny a vysušující větry. Díky zřídka se vyskytujícím stromům, keřům a rostlinám na nás působí tato oblast dojmem pouště. Slovo „tundra“ vzniklo z finštiny ze slova „tunturi“, to ve finštině znamená holý kopec. Tento termín je užíván nejen pro bezlesé arktické a antarktické oblasti, ale i pro všechny vysokohorské oblasti vyskytující se na horní hranici lesa. V Česku jsou to například Krkonoše nebo Jeseníky.
Tundra se rozkládá v nejsevernějších oblastech Evropy, Asie a Ameriky, v Grónsku a na přilehlých ostrovech (arktická tundra); na jižní polokouli v nejsevernějších oblastech Antarktidy a na přilehlých ostrovech (antarktická tundra). Jako tundru též chápeme podobně vypadající území vysoko v horách (alpinská tundra). Slovo tundra pochází přes ruské slovo „тундра“ (tundra) ze slova „tūndâr“ kildinské sámštiny, kde znamená „vysočiny“, „bezlesá horská krajina“, „bezlesá horská plocha“.

## Abiotické podmínky
Vody je zde dostatek, ale většinou je přítomna v pevném skupenství. Českým ekvivalentem pojmu permafrost je dlouhodobě či trvale zamrzlá půda, slovo půda v tomto spojení představuje tu část země, přesněji tu část zemské kůry, jejíž teplota je alespoň dva po sobě jdoucí roky nižší než 0 °C. Permafrost lze definovat jako trvale nebo dlouhodobě zmrzlou půdu. V nadloží permafrostu bývá vyvinuta tzv. činná vrstva, která na rozdíl od permafrostu během krátkého léta taje. Půda je trvale zmrzlá (viz permafrost), v krátkém létě rozmrzá pouze slabá povrchová vrstva. Vegetační doba je velice krátká, teploty nízké a po většinu času je zde vysoká sněhová pokrývka. V létě, které trvá od konce května do srpna. Příznivé podmínky pro růst a vývoj rostlin zde moc nejsou, a proto vegetační doba je zde velice krátká. Teploty jsou tu nízké, v létě teploty přesahují jen zřídka hranici 15 °C.

## Biotické podmínky
Biodiverzita tundry je velice nízká. Drsné klima snášejí ze semenných rostlin pouze přizpůsobené byliny a malé keříky. Většinu vegetačního krytu tvoří mechorosty a lišejníky.Vegetací tvoří zejména nižší rostliny a to: mechy, lišejníky a řasy. Z kategorie vyšších rostlin se zde nachází pouze dva druhy endemických orchidejí Corybas sulcatus a Corybas dienemus.
Většina organické hmoty je vázaná ve formě odumřelé biomasy, její rozklad a využití je účinně brzděno chladem. Živočichové jsou výrazně adaptováni extrémním podmínkám a na nejtvrdší zimní období se často stahují více na jih do teplejších oblastí (viz např. sob karibu), nebo ji přečkávají v hibernaci. Růst rostlin je velice pomalý, což se projevuje mimo jiné vysokou citlivostí tundrových ekosystémů na poškození – při velkoplošné destrukci vegetace se původní stav může obnovovat celá desetiletí či staletí, se všemi nepříznivými důsledky, které z toho plynou.

## Antarktická tundra a arktická tundra
Polární tundra na severní polokouli se nachází v oblasti Arktidy, tedy severně od 60° severní šířky. Oproti tomu polární tundra na jižní polokouli se vyskytuje v oblastech Antarktidy a přilehlých antarktických a subantarktických ostrovů. Mezi tyto ostrovy se řadí Jižní Georgia a Jižní Sandwichovy ostrovy.
Mezi antarktickou a arktickou tundrou existuje spoustu velmi významných rozdílů. Arktidu lze považovat jako oceán, který je obklopen velkými pevninami, zatímco Antarktidu lze považovat jako kontinent, který je pokryt ledem a izolován od ostatních kontinentů studenou vodou. Severní polární ledová čepice v létě taje a ohřívá zem, což umožňuje růst vegetace, oproti tomu antarktická ledová čepice snižuje letní teploty a vytváří tak podmínky tundry v nižších zeměpisných šířkách.

## Alpínská tundra
Alpínská tundra pokrývá přibližně 3% zemského povrchu a vyskytuje se převážně na severní polokouli ve vysokých nadmořských výškách. Je též bezlesá, leč zpravidla postrádá permafrost. Alpínská půda je též obvykle bohatší na použitelnou vodu než u klasické tundry. Alpínská tundra ve své dolní části přechází v horský les (tento přechod se nazývá hranice lesa). 
Teploty jsou v alpínské tundře značně mírnější oproti arktické tundře. V létě se pohybují většinou okolo 0-10 °C a v zimě zpravidla pod bodem mrazu, neklesají však pod -18 °C. Často zde dochází během střídání dne a noci k jejich rychlým změnám. Vítr je zde často silný, může dosahovat průměrné rychlosti 8 až 16 km za hodinu ve výšce pouhých 60 cm nad zemí a ve vysokých polohách Skalistých hor a Alp poměrně často dosahuje rychlosti 120 až 200 km za hodinu. 
Mezi nejčastější rody rostlin, které se zde vyskytují, patří například Primula, Potentilla, Oxytropis, Minuartia, Dryas nebo Rhododendron. Najdeme zde také trsnaté trávy, zakrslé stromy, drobnolisté keře a vřesoviště. 
Zvířata, která žijí v těchto oblastech, se potýkají se dvěma druhy problémů, a to chladem a velmi vysokým UV zářením. Alpští živočichové se přizpůsobili nízkým teplotám hibernací, migrací do nižších a teplejších oblastí nebo izolací svého těla vrstvami tuku. Mezi typické živočichy patří například koza horská, alpaka, levhart sněžný a další. 

## Problémy a hrozby
Tundry patří mezi nejchladnější a nejdrsnější biomy na světě s extrémními teplotami a nízkými srážkami a mohly by se tak zdát nezranitelné, ovšem nic není tak, jak se na první pohled může zdát. Tyto oblasti především pak v Arktidě jsou dost citlivé na lidské narušení a změnu klimatu. Její spodní základ z permafrostu taje, to mění tundru ve zdroj emisí skleníkových plynů, protože půdní mikrobi přeměňují uhlík na oxid uhličitý a metan.
Jedna z největších hrozeb je zřejmě nevyhnutelná klimatická změna. Ta by mohla radikálně změnit a deformovat krajinu tundry, pro některé živočichy či rostliny by se tak mohla lehce stát neobyvatelnou. Již dnes prosperující keře vytlačují lišejníky, důležitý zdroj potravy pro karibu a další zvířata. Teplejší tundry by taky mohly znamenat zvýšené riziko lesních požárů a sucha.
Znečistění ovzduší ovlivňuje prostředí tundry různými způsoby. Nedávná studie zjistila, že arktické mraky jsou velmi citlivé na znečištění ovzduší, které podněcuje tvorbu mraků a má krycí efekt. Chemikálie používané v chladicích kapalinách a aerosolových sprejích způsobily úbytek ozónu na severním i jižním pólu. Znečištěné ovzduší může taktéž poškodit nebo dokonce i zabít lišejníky, které jsou důležitým zdrojem potravy.
Průmyslová činnost, zejména pak ropný, plynárenský a těžební průmysl mohou narušit slabá místa výskytu tundry. Vrtání studen může rozmrazit permafrost, zatímco těžká vozidla a konstrukce potrubí mohou poškodit půdu a zabránit vegetaci v návratu. Seismické testování ropy a operace s plynem v 80. letech minulého století zanechaly na tundře stopy, které jsou viditelné i desetiletí později.
Jako řešení se nabízí přechod od fosilních paliv, to je klíčem k ochraně tundry na Zemi. Mezi další opatření by mělo patřit vytváření útočišť pro určité druhy zvířat a rostlin. Zároveň by se měla zakázat nebo aspoň výrazně omezit průmyslová výroba. Arktická rada (mezivládní fórum arktických zemí) zřídila pracovní skupinu, která má na starost řešení problémů a hrozeb tundry.